# Алоуаттамиаз
Алоуаттамиаз (Alouattamyiasis) — трахеолегочный миаз, вызванный Alouattamyia baeri.
Возбудитель — Alouattamyia baeri (Shannon & Greene) (сем. Cuterebridae, отр. Diptera) обитает в Южной Америке. Размер личинок — 22-27 мм. Личинки A. baeri паразитирует в горле обезьян, например, колумбийского ревуна, при сильной инвазии ослабленные животные могут погибнуть. Человек болеет очень редко.
Назальный миаз, обусловленный локализацией личинок A. baeri в глотке человека, вызывает кашель, тошноту, одышку и боль в горле. Паразитирует в человеке от 1 до 6 личинок.
Лечение: личинок изгоняют из горла с помощью тиабендазола, полоскания йодовым раствором.
См. также энтомозы.